# Papyrus (företag)

Papyrus är ett svenskt grossistföretag som säljer pappers- och förpackningsprodukter och har verksamhet i flera europeiska länder. Företaget har sitt huvudkontor i Mölndal, och har sitt namn från ett tidigare pappersbruk i Mölndal, som bedrev produktion på orten fram till 2005.
Papyrus omsatte 2010 cirka 1,9 miljarder euro och hade 2 675 anställda. Av dessa har Papyrus Sverige AB cirka 300 anställda och omsätter cirka 1,8 miljarder kronor. Papyrus ägs av Altor Fund II och Triton II Fund. Efter att verksamheten breddats genom förvärv bytte koncernen 2017 namn till Optigroup. Varumärket Papyrus används fortfarande pappersgrossistverksamheten.

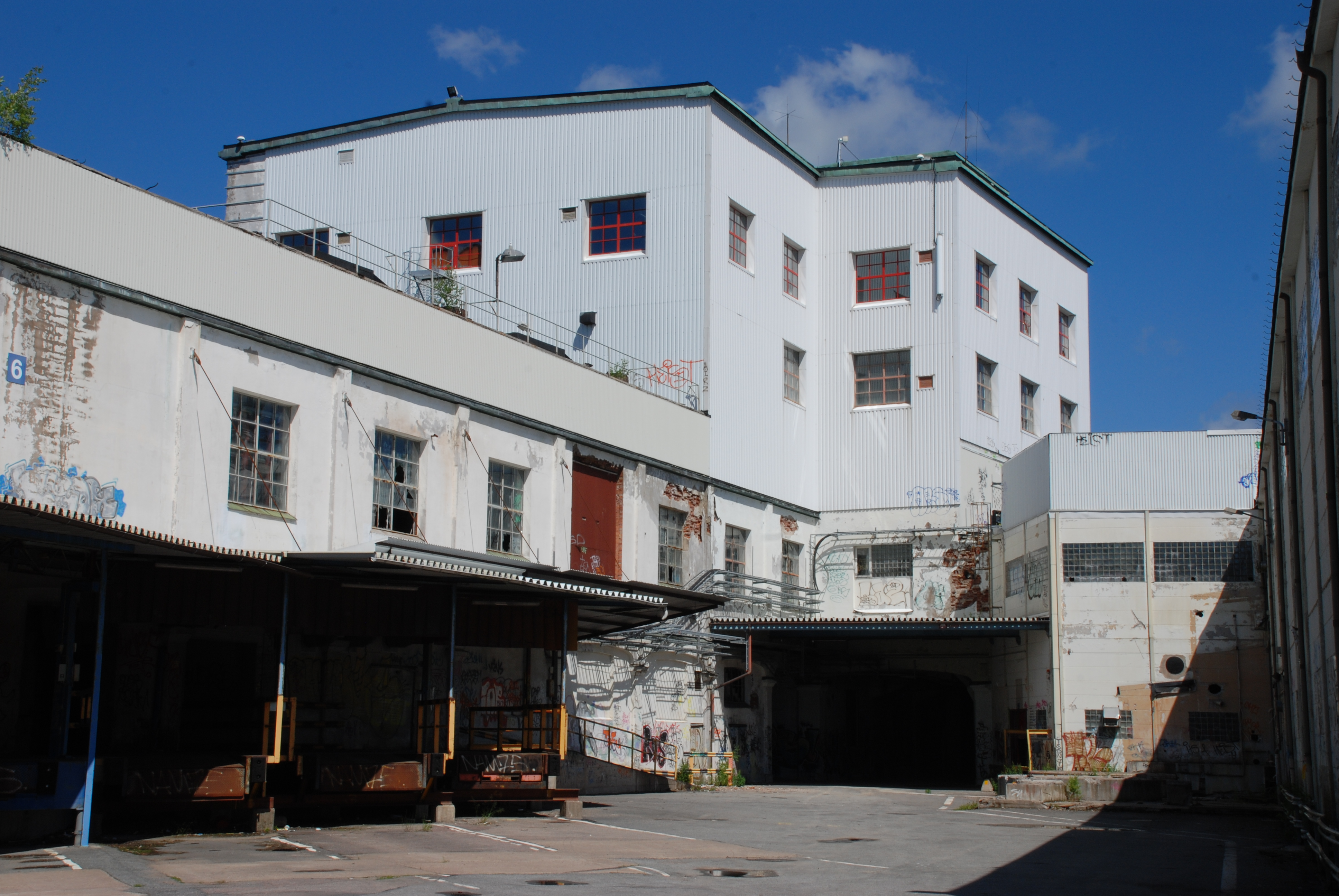
Byggnad 6 – "kartongfabriken", byggd på 1940-talet – så som den såg innan rivningen påbörjades 2014.

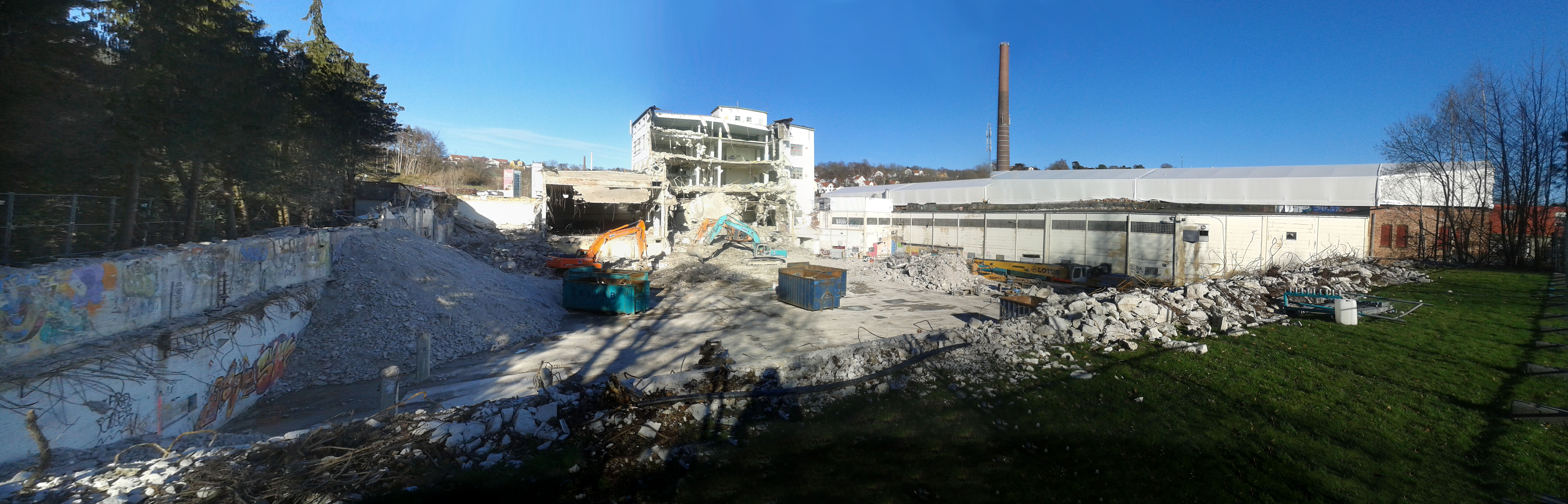
2014 påbörjades rivningen av flera av byggnaderna inom Papyrus-området.

## Historik

### Papperstillverkaren Papyrus
Det första pappersbruket i Mölndal etablerades 1653. Fram till 1850 rörde det sig om ett mindre bruk med pappersframställning för hand, men vid denna tid övergick man till maskinell framställning efter att D.O. Francke hade tagit över verksamheten, som tillsammans med spinneri, väveri och sockerbruk utgjorde Rosendals Fabrikers AB. Omkring 1880 övergick man från lump till trämassa som råvara för pappret och ett tekniskt avancerat pappersbruk med cirka 700 anställda skapades. På 1890-talet gick dock pappersbruket i konkurs, men köptes 1895 av Wallenberg, som grundade AB Papyrus. Företaget stannade därefter inom Wallenbergsfären. 1987 köptes Papyrus av Stora AB, som 1998 blev Stora Enso, där pappersbruket i Mölndal stannade till 2002, då det såldes till Klippan AB. 2005 beslöt Klippan att lägga ner produktionen i Mölndal, och i samband med detta avbröt pappersgrossisten Papyrus sitt samarbete med Klippan.

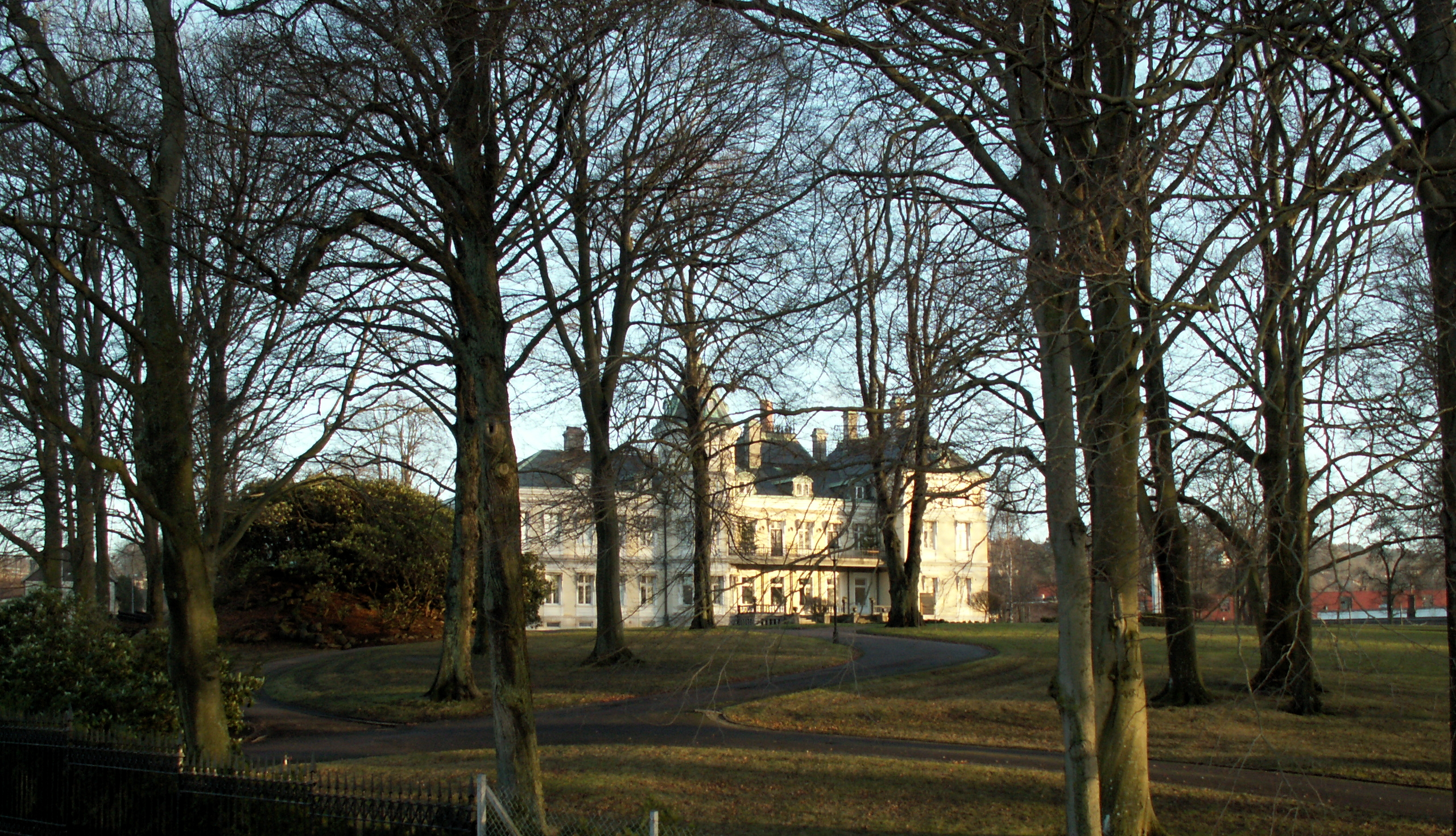
Villa Korndal i sin engelska park. Den var under större delen av 1900-talet "disponentvilla" för pappersbrukets verksamhet. Numera har villan annan ägare och ingår inte längre i pappersverksamheten.

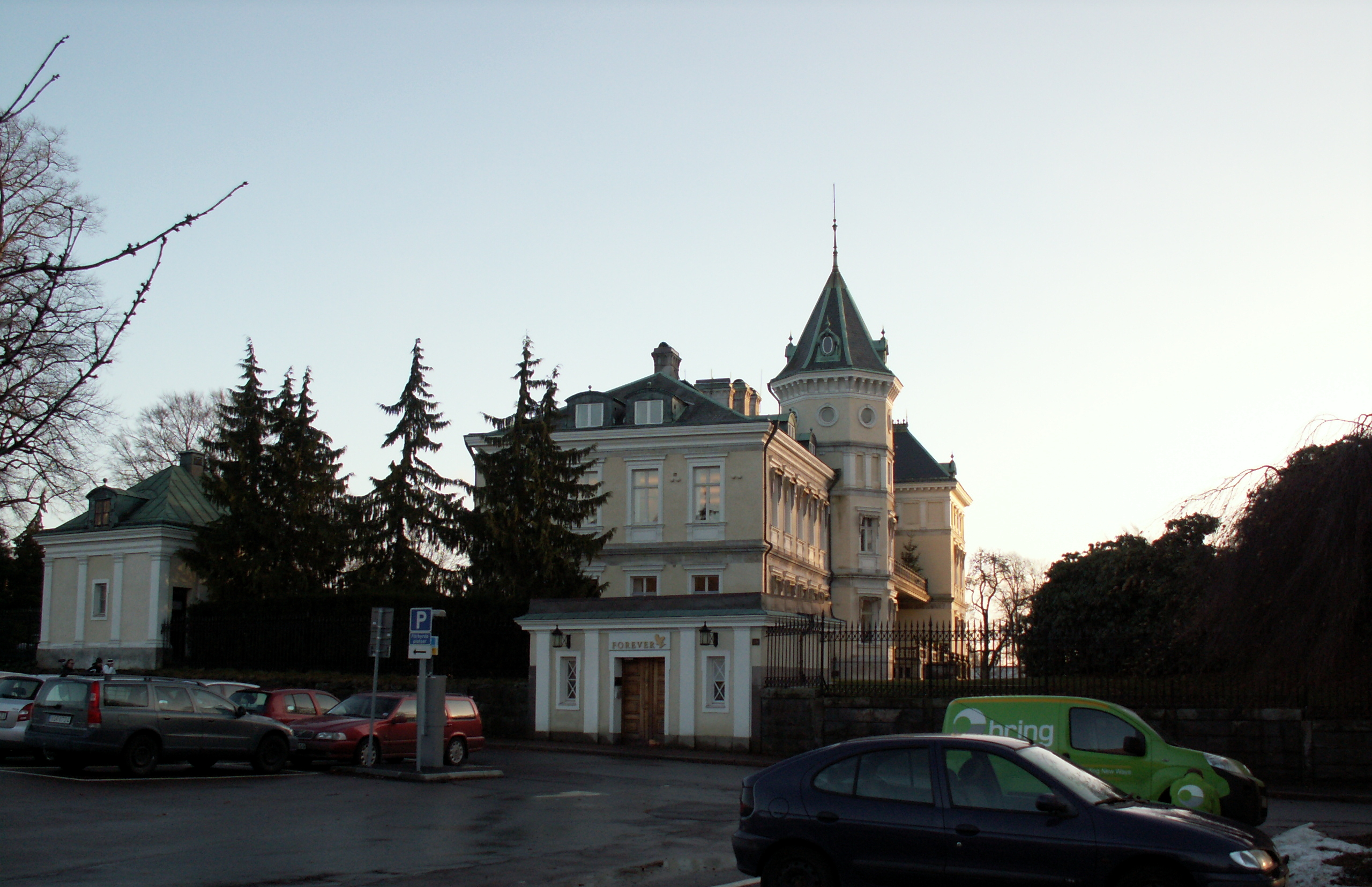
Villa Korndal, sedd från entrén.

Villa Korndal) var kontorsbyggnad för verksamheten under större delen av 1900-talet. "Disponentvillan" är större än Gunnebo slott och är placerad i en stor park byggd i engelsk stil. Den såldes 2005 till det internationella kroppsvårdsföretaget Forever Living Products, som planerade att använda huset som huvudkontor för sin verksamhet i Skandinavien.

### Grossistföretaget Papyrus
1976 bildades Pappersgruppen av ett antal svenska pappersgrossister där Papyrus hade ägarintressen sedan 1966. 1982 blev Papyrus och Stora gemensamma ägare av en europeisk försäljnings- och grossiströrelse, som 1996 blev en egen division inom koncernen under namnet STORA Merchants. 1998 skapades Stora Enso merchant division, som 1999 bytte namn till Papyrus. 2002 lades grossiströrelsen i Storbritannien ned på grund av dålig lönsamhet. Papyrus har därefter köpt flera pappersgrossister i andra europeiska länder. 2004 köptes Scaldia Papier i Nederländerna, 2005 köptes tyska Schneidersöhne, som också har verksamhet i Italien och är huvudägare av schweiziska Sihl+Eika, och 2005 köptes även Papeteries de France. 2009-2010 bytte de köpta företagen namn till Papyrus.
2008 köptes Papyrus från Stora Enso av riskkapitalbolaget Altor för en kontant köpeskilling av 490 miljoner euro (då motsvarande 4,6 miljarder kronor). Senare under 2008 blev riskkapitalbolaget Triton delägare.
Under 2017 förvärvades Procurator som distribuerar personlig skyddsutrustning, arbetskläder, med mera. I samband med att verksamheten breddades så bytte koncernen namn till Optigroup. Varumärket Papyrus används fortfarande för pappersgrossistverksamheten.

## Verkställande direktörer

### Papperstillverkaren Papyrus
- Anders Hellström, 1912-1939
- Ewald Berggren, 1940-1941
- Hans Hulthén, 1942-1967
- Olle Wijkström, 1977-1981
- Rune Persson, 1981-19??

### Grossistföretaget Papyrus (1999-)
- Sven Rosman, 1999-2003
- Mats Nordlander, 2003-2008
- Peter Sandberg, 2008-